# Adriana Esmeijer
Adriana Esmeijer (Rotterdam, 23 januari 1966) is een Nederlands bestuurder. Vanaf 1 oktober 2024 is zij directeur algemene zaken van de Koninklijke Nederlandse Akademie van Wetenschappen. Daarvoor was ze directeur van het Prins Bernhard Cultuurfonds.

## Opleiding
Na het behalen van haar vwo-diploma aan de Philips van Horne Scholengemeenschap in Weert, studeerde Esmeijer journalistiek aan de Academie voor Journalistiek in Tilburg, en daarna taal en literatuurwetenschap aan de Universiteit van Tilburg. Zij studeerde in 1992 cum laude af, en in 1999 promoveerde ze aan de Vrije Universiteit Amsterdam. 

## Loopbaan
Esmeijer werkte als freelance tekstschrijver, redacteur en programmamaker en werkte in de voorlichting en communicatie voor de Vrije Universiteit Amsterdam (1992-1997) en de  Erasmus Universiteit Rotterdam (1997-2001). In 2001 werd ze directeur van het Prins Bernhard Cultuurfonds. Zij bleef dit tot november 2020. Vanaf 1 oktober 2024 is Esmeijer directeur algemene zaken van de Koninklijke Nederlandse Akademie van Wetenschappen
In 2015 werd Esmeijer gedecoreerd tot Officier in de Orde van Oranje-Nassau. Viermaal werd ze benoemd tot 'Meest Invloedrijke Vrouw in de Goede Doelen-sector'.
Esmeijer stond ze op de kandidatenlijst voor de Eerste Kamerverkiezingen 2015 namens D66.
- International Standard Name Identifier: 0000 0000 4048 1946
- Library of Congress Control Number: nb2001020147
- Nederlandse Thesaurus van Auteursnamen: 095073795
- Virtual International Authority File: 24101442
- WorldCat: E39PBJB8w8c4dKpBt37JwJCvpP